# Kulthum (cràter)
Kulthum és un cràter d'impacte en el planeta Mercuri de 31 km de diàmetre. Porta el nom de la cantant egípcia Umm Kulthum (c. 1898-1975), i el seu nom va ser aprovat per la Unió Astronòmica Internacional el 2015.